# 理查德·乔利
理查德·乔利爵士（1934年6月30日—）是一位英国发展经济学家，聖米迦勒及聖喬治勳章获得者，萨塞克斯大学教授。